# Araraquara (Schiff)
Die Araraquara war ein Passagierschiff, das zwischen 1927 und 1942 Passagiere und Fracht im Rahmen des südamerikanischen Ostküstendienstes der brasilianischen Reederei Lloyd Nacional transportierte. Sie war eines von fünf brasilianischen Handelsschiffen, die Mitte August 1942 innerhalb von 48 Stunden von dem deutschen U-Boot U 507 ohne Vorwarnung vor der brasilianischen Küste versenkt wurden. Dabei starben insgesamt 607 Menschen, davon 131 auf der Araraquara. Dieses Ereignis hatte zur Folge, dass Brasilien dem Deutschen Reich am 22. August 1942 den Krieg erklärte.

## Das Schiff

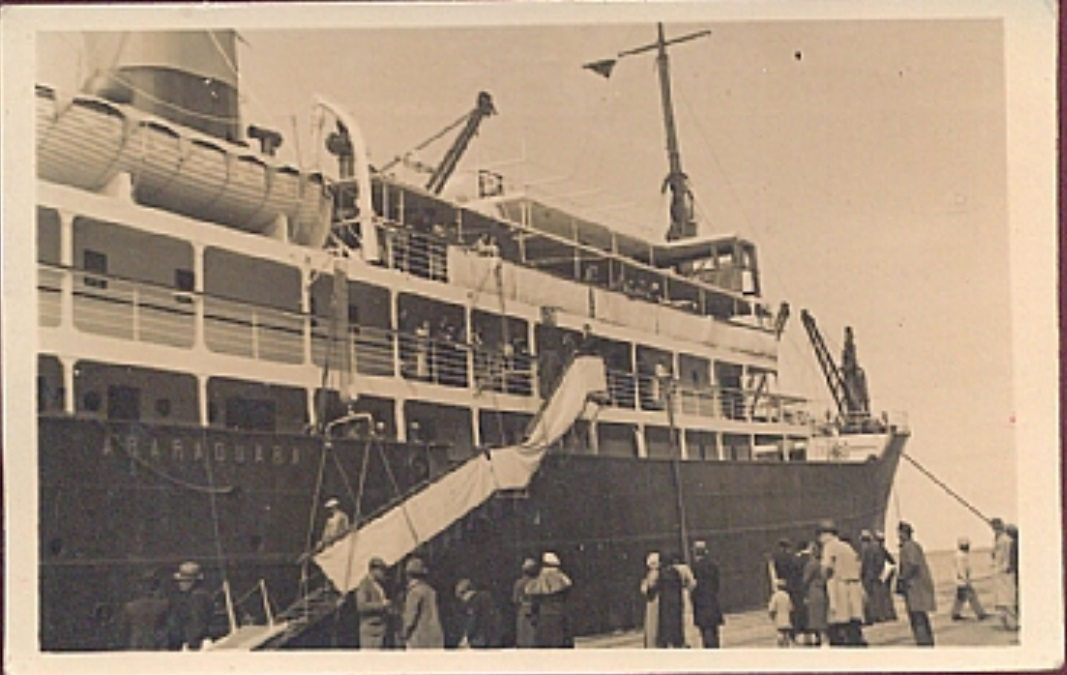
Passagiere gehen an Bord der Araraquara (undatiert)

Das 4.872 BRT große Motorschiff Araraquara wurde 1927 in der norditalienischen Hafenstadt Monfalcone von der Werft Cantiere Navale Triestino gebaut und lief dort am 1. August 1927 vom Stapel. Die Fertigstellung erfolgte im Oktober 1927. Ihr Eigner war Lloyd Nacional, ein 1916 gegründeter Ableger der brasilianischen Reederei Companhia Nacional de Navegação Costeira mit Sitz in Rio de Janeiro. Dies war auch ihr Heimathafen. Die Araraquara wurde nach der gleichnamigen Stadt im Bundesstaat São Paulo benannt und war eines von neun Schwesterschiffen des Schiffstyps Ararangua.
Das Schiff war 118,6 Meter lang, 16,3 Meter breit und hatte einen maximalen Tiefgang von 7,4 Metern. Die Tragfähigkeit lag bei 3.850 Tonnen. Es wurde durch zwei Dieselmotoren auf zwei Festpropeller angetrieben und erreichte eine Reisegeschwindigkeit von 13,5 Knoten. Die Araraquara war ein Kombischiff, da sie in den brasilianischen Küstengewässern sowohl Passagiere als auch Fracht beförderte.

## Versenkung
Am Dienstag, dem 11. August 1942, lief die Araraquara in Rio de Janeiro zu einer Überfahrt nach Salvador da Bahia im Bundesstaat Bahia und Recife im Bundesstaat Pernambuco aus. An Bord befanden sich neben der Stückgut-Fracht 142 Passagiere und Besatzungsmitglieder. Das Kommando hatte Kapitän Lauro Augusto Teixeira de Freitas.
Salvador da Bahia wurde am 15. August erreicht. Am darauf folgenden Tag, Sonntag, dem 16. August, wurde die Araraquara von U 507 gesichtet. U 507 war ein deutsches U-Boot des Typs IX C, das sich unter dem Kommando von Korvettenkapitän Harro Schacht auf Feindfahrt vor der brasilianischen Küste befand. Das Schiff befand sich etwa 20 Meilen vom Land entfernt auf der Höhe der Mündung des Flusses Rio Real, der Grenze der Bundesstaaten Bahia und Sergipe. Die Araraquara war ein unbewaffnetes, uneskortiertes Handelsschiff eines neutralen Staats, doch Schacht an Bord von U 507 entschied sich trotzdem zum Angriff.
Um 2.03 Uhr nachts schlugen zwei Torpedos von U 507 in den Rumpf der Araraquara ein. Einer traf einen der Laderäume, der andere den Maschinenraum. Das Schiff bekam schwere Schlagseite und sank innerhalb von fünf Minuten. In der kurzen Zeit konnte bei Dunkelheit und rauer See nur ein einziges Rettungsboot zu Wasser gelassen werden.
66 Besatzungsmitglieder und 65 Passagiere kamen durch die Versenkung ums Leben. Elf Menschen überlebten. Das Schiff sank auf der Position 12° 0′ S, 37° 19′ W.

## Folgen
Am selben Tag versenkte U 507 noch zwei weitere brasilianische Passagierdampfer der Companhia de Navegação Lloyd Brasileiro, die Annibal Benévolo (150 Tote) und die Baependy (270 Tote). Am Folgetag, dem 17. August 1942, versenkte er zwei weitere brasilianische Schiffe anderer Reedereien, wodurch weitere 56 Menschen umkamen.
Die Versenkung von fünf uneskortierten, nicht bewaffneten Handelsschiffen einer neutralen Nation innerhalb von 48 Stunden mit insgesamt 607 Todesopfern führte zur Kriegserklärung Brasiliens an das Deutsche Reich am 22. August 1942.